# كازومي سايكي
كازومي سايكي (باليابانية: 佐伯一麦) (21 يوليو 1959، سنداي في اليابان)؛ كاتب وروائي ياباني.